# 裁許絵図
裁許絵図（さいきょえず）とは、中世・近世において水や土地の用益権や領有権を巡る争いに関して、訴訟機関の裁許を絵図と文字によって示したもの。
江戸幕府の評定所では裁許の内容を絵図の形で表現し、裏側に文書の形で表現した上で担当者の署名・捺印がされた裁許裏書絵図（さいきょうらがきえず）が作成され、評定所と原告・被告の3者がそれぞれ同一のものを1枚ずつ保有した。江戸時代の用益権や領有権の争いは町村間だけではなく、そこを領知する領主に関わる問題でもあったために幕府の評定所を関与し、国郡の境界を巡る訴訟については裁許裏書絵図に老中の加判を行った（『公事方御定書』下巻第2条）。